# القائمة السوداء (مسلسل)
القائمة السوداء (بالإنجليزية: The Blacklist)‏ هو مسلسل جريمة درامي أمريكي بدأ عرضه على إن بي سي بتاريخ 23 سبتمبر 2013. المسلسل بطولة جيمس سبيدر وميغان بون وهاري لينيكس. عميل الحكومة السابق ريموند ريدينغتون استعصى القبض عليه لعقود، لكنه فجأة يسلم نفسه للإف بي آي ومعه عرض لا يمكن رفضه، لكن بشرط واحد: ريدنغتون سيتكلم فقط مع اليزابيث كين، محللة إف بي آي مبتدئة. الحلقة الأولى كتبها جون بوكينكامب [الإنجليزية] وأخرجها جو كارنهان. في 3 ديسمبر 2013، إن بي سي جددت المسلسل لموسم ثاني بـ22 حلقة.
وقد حصل المسلسل على إشادة النقاد، وعديد من النقاد مدح أداء جيمس سبيدر.

## القصة
ريموند ريدينغتون، عميل الحكومة السابق وأحد الهاربين المطلوبين من الإف بي آي، يسلم نفسه في مقر مكتب التحقيقات الفدرالي في العاصمة واشنطن. ويدعي أن الإف بي آي وهو لديهم نفس المصلحة في التخلص من مجرمين خطيرين وإرهابيين. ويقدم عرض لا يمكن للإف بي آي رفضه لكن تحت شرط واحد: ريدينغتون يتحدث فقط مع اليزابيث كين،  المحللة الجنائية  المبتدئة مع إف بي آي. كين استجوبت ريدينغتون حول اهتمامه المفاجأ بها، لكن ريجنغتون يجيب بأنها مميزة جداً فقط. بعد أن استفادت الإف بي آي من معلومات ريدينغتون للقبض على إرهابي، ريدينغتون يكشف أن هذا الإرهابي هو واحد من عدة مجرمين سيساعد في القبض عليهم. من خلال ما عرفه خلال مسيرته الإجرامية، وضع قائمة بأسماء مجريمين يعتقد بأنهم خطرين، وأغلبهم لا يعرفهم الإف بي آي. ويسمي القائمة بـالقائمة السوداء.

## الشخصيات

### رئيسية
- جيمس سبيدر في دور ريموند «ريد» ريدينغتون، عميل حكومة سابق ومطلوب هارب من الإف بي آي.[8] ومعروف بالتوسط بين المجرمين في الصفقات، ويطلق عليه "بواب الجريمة (بالإنجليزية: The Concierge of Crime)‏". ريد سلم نفسه للإف بي آي ويعطيهم معلومات عن مجرمين يصفهم بـالقائمة السوداء: مجرمين حريصين على ألا تعلم الإف بي آي بوجودهم. لديه اهتمام غير مبرر باليزابيث كين، ويعرف سر شخصي عنها لم تعلن عنه أبداً.
- ميغان بون بدور عميلة إف بي آي اليزابيث كين، محللة مبتدئة. وهي الشخص الوحيد الذي سيعمل معه ريدينغتون. ولم تعرف السبب للآن، لكنها أُخبِرت أن الموضوع له علاقة بوالدها المفقود.
- دييجو كلاتينهوف في دور عميل الإف بي آي دونالد ريسلر، لا يحب أن يعمل مع مجرم مثل ريدنغتون لكنه يعترف أن ريدينغتون يأتي بنتائج.
- رايان أيجولد بدور توم كين، زوج اليزابيث. هو أستاذ مدرسي ومحتمل أن يكون يعش حياة مزدوجة.
- هاري لينيكس في دور هارولد كوبر، رئيس مكتب الإف بي آي. لديه اهتمام بماضي ريدينغتون. ومستعد للالتزام بطلبات ريدينغتون الغير عادية.
- بارميندر ناغرا في دور ميرا مالك، عميلة سي آي إي ميدانية.
- هشام توفيق في دور المرافق الشخصي لريموند ريدينغتون

### ثانوية
- أمير اريسون في دور أرام موجتباي، خبير كمبويوتر في الإف بي آي.
- تشارلز بيكر في دور غري (نيوتن فيليبس)، مساعد ريدينغتون وحارسه الشخصي، الذي إكتشفه ريدينغتون خيانته وقتله في الحلقة 11 من الموسم الأول.
- هشام توفيق في دور ديمبي، سائق وحارس شخصي لريدينغتون.
- ديبورا إس. كريغ في دور لولي زنغ، أحد حراس ريدينغتون. قتلها أحد أفراد القائمة السوداء (ألونسو غاريك) في الحلقة 9 من الموسم الأول.
- جين الكسندر في دور ديان فاولر، رئيس الشعبة الجنائية في وزارة العدل، تبين في الحلقة 13 "The Cyprus Agency (No. 64)" أنها مصدر تسريب المعلومات عن مكان ريدينغتون لألونسو غاريك. قتلها ريد في نهاية الحلقة 13.
- ألن ألدا في دور فيتش، مسؤول حكومي غير معروف ذو منصب، عمل فيتش مع ألونسو غاريك في الحصار على المكتب لكنه أجبره على إبقاء ريدينغتون حياً ليتمكن من الكلام مع عن صفقه أجرياها منذ فترة طويلة.
- سوزان بلومارت في دور السيد كابلان (الذي هو في الواقع امرأة)، «منظف» ريدينغتون الشخصي الذي يأتي لتنظيف مسرح الجريمية. في الحلقة 10 من الموسم الأول جائت لتنظيف مكان الجريمة بعد أن قتلت ليز أحد الرجال الذين يراقبونها من الجانب الآخر من الشارع، وبعدها ساعدة ليز في البحث عن ريدينغتون. وبعدها ساعد ريدينغتون في التنظيف بعد قتله ديان فاولر في الحلقة 13 من الموسم الأول.

## البث الدولي
القائمة السوداء يُعرض في المملكة المتحدة على قناة Sky Living، وفي كندا على قناة Global، وفي نيوزيلندا على قناة TV3، وفي إيطاليا على قناة Fox Crime، وفي هولندا على قناة RTL 4، وفي بلجيكا على قناة Vier، وفي الهند على قناة StarWorld Premiere HD، وأيضاً في ألمانيا على قناة RTL. شبكة Seven Network بدأت بعرض المسلسل في أستراليا في 30 سبتمبر 2013 باسم قائمة جيمس سبيدر السوداء (بالإنجليزية: James Spader's The Blacklist)‏، وحصل على المركز الأول في تقييمات تلك الليلة.

## ردود فعل النقاد
الموسم الأول من القائمة السوداء حصل على ردود فعل إيجابية. حتى 12 ديسمبر 2013، القائمة السوداء حصل على تقييم 74/100 من موقع ميتاكريتيك من مراجعات 31 ناقد.
ديفيد يغان من سان فرانسيسكو كرونيكل قال عن الحلقة الأولى: «تظن أنك تعرف الوضع وتعرف كيف سينتهي، لكن هناك تقلبات مفاجئة ومقنعة طوال حلقة ليلة الإثنين.»
روبرت بيانكو من يو إس إيه توداي قال:«القائمة السوداء هو مسلسل جريمة إسبوعي رائع مبني حول نجم تلفزيوني حقيقي ال قاضي . هذا هو نوع المسلسلات الذي يجب على القنوات إنتاجه لتنجح. ومع وجود سبيدر تزيد إحتمالات نجاح إن بي سي.»

### الجوائز
| السنة | المجموعة          | الفئة                            | المرشح          | النتيجة |
| ----- | ----------------- | -------------------------------- | --------------- | ------- |
| 2014  | جوائز غولدن غلـوب | أفضل ممثل - مسلسل تلفزيوني درامي | جيمس سبيدر      | رُشِّح     |
| 2014  | جوائز بيبول تشويس | أفضل مسلسل درامي جديد            | القائمة السوداء | رُشِّح     |

## وصلات خارجية
- الموقع الرسمي
- القائمة السوداء على موقع IMDb (الإنجليزية)
- القائمة السوداء على موقع ميتاكريتيك (الإنجليزية)
- القائمة السوداء على موقع روتن توميتوز (الإنجليزية)
- القائمة السوداء على موقع نتفليكس (الإنجليزية)
- القائمة السوداء على موقع فيلمافينيتي (الإسبانية)
- القائمة السوداء على موقع كينوبويسك (الروسية)
- القائمة السوداء على موقع ألو سيني (الفرنسية)
- القائمة السوداء على موقع قاعدة بيانات الفيلم (الإنجليزية)